# 博·汉森
博·汉森（英語：Bo Hanson，1973年8月7日—），澳大利亚男子赛艇运动员。他曾代表澳大利亚参加1992年、1996年、2000年和2004年夏季奥林匹克运动会赛艇比赛，获得三枚铜牌。